# (22958) Rohatgi
(22958) Rohatgi est un astéroïde de la ceinture principale d'astéroïdes.

## Description
(22958) Rohatgi est un astéroïde de la ceinture principale d'astéroïdes. Il fut découvert le 10 octobre 1999 à Socorro (Nouveau-Mexique) par le projet LINEAR. Il présente une orbite caractérisée par un demi-grand axe de 2,99 UA, une excentricité de 0,07 et une inclinaison de 3,2° par rapport à l'écliptique.

## Compléments